# José Massa
José Massa foi um empresário e político brasileiro. Exerceu o cargo de vereador e prefeito no município de Poá, na Grande São Paulo. 

## Vida
Nascido no dia 30 de Abril de 1943 em Poá, José Massa era de família tradicional da cidade e consagrou-se um empresário bem sucedido. Influenciado por um dos irmãos, entrou na política e se elegeu vereador em 1969 e em 1976 foi apontado como prefeito biônico do município, pela ARENA, já que durante a Ditadura Militar as Estâncias Hidrominerais tinham seus prefeitos escolhidos pelo Governador do Estado. Em 1988, foi eleito prefeito do município, desta vez pelo PDS. Faleceu no dia 30 de Abril de 2011, deixando a esposa e cinco filhos, dentre eles José Ricardo Massa, à época vereador e presidente da Câmara Municipal de Poá.
Segundo relatos de políticos da época, José Massa teve um governo desenvolvimentista, executando obras de infra-estrutura e também criando incentivos fiscais para a instalação de empresas, dentre elas a redução da alíquota de ISS, a principal medida fiscal da história de Poá e que fez com que inúmeras empresas migrassem para o município. O empresário, então prefeito, ainda valorizou a economia local, promovendo o artesanato.